# Diócesis de Minsk
La diócesis de Minsk (en latín: Dioecesis Minscensis Latinorum y en bielorruso: Мінская дыяцэзія) fue una circunscripción eclesiástica de la Iglesia católica en Bielorrusia. Se trataba de una diócesis latina, sufragánea de la arquidiócesis de Mogilev. Fue suprimida el 13 de abril de 1991.

## Territorio y organización
La diócesis extendía su jurisdicción sobre los fieles católicos de rito latino residentes en la gobernación de Minsk del Imperio ruso.
La sede de la diócesis se encontraba en la ciudad de Minsk, en donde se halla la Catedral de la Santa Virgen María, que desde el 13 de abril de 1991 es la catedral de la arquidiócesis de Minsk-Maguilov.
En 1804 en la diócesis existían 86 parroquias (con 156 iglesias) agrupadas en 13 decanatos: Bobruisk, Borisov, Vileika, Dzisnensky, Igumensky, Mozyrsky, Minsk (urbano y rural), Nadvileysky, Nadnyemansky, Pinsk, Rechitsa y Slutsk. 
En 1798 la diócesis contaba con 50 monasterios para hombres y 9 para mujeres, y en 1846, 14 y 9, respectivamente, pertenecientes a diversas órdenes monásticas.

## Historia
Hasta el siglo XVIII pocos católicos vivían en Rusia antes de las particiones de Polonia, pero en ese siglo creció debido a los inmigrantes europeos en Rusia, principalmente alemanes. La atención pastoral se realizaba únicamente a través de estaciones misioneras, como la de los jesuitas en Moscú desde 1648. En 1706 el zar Pedro I concedió la libertad de religión a los católicos con la condición de que no fomentaran las conversiones. En 1763 la emperatriz Catalina la Grande publicó un manifiesto «Sobre el permiso para que todos los extranjeros que entran en Rusia se establezcan en cualquier provincia que deseen y sobre los derechos que se les conceden», en el que garantizaba a los colonos la libertad de religión, incluido el catolicismo.
El zar Pablo I, por ucase del 28 de abril de 1798 estableció una nueva estructura de la Iglesia católica en Rusia: la provincia eclesiástica. Estaba compuesta por la arquidiócesis de Mogilev y cinco diócesis sufragáneas, una de las cuales era la de Minsk.
La misión diplomática encabezada por el futuro cardenal Lorenzo Litta el 27 de julio de 1798 confirmó el derecho metropolitano de la arquidiócesis de Mogilev en relación con todos los católicos de rito latino en el Imperio ruso. Como una de sus sufragáneas, la diócesis de Minsk fue erigida canónicamente por Litta, legado apostólico, mediante el decreto In omnes agri Dominici del 9 de agosto de 1798. La nueva diócesis, que tenía jurisdicción sobre toda la gobernación de Minsk, incluía 60 parroquias que anteriormente pertenecían a la diócesis de Vilna y 35 parroquias de la diócesis de Lutsk. Estas decisiones fueron confirmadas por el papa Pío VI mediante la bula Maximis undique del 16 de octubre siguiente. En 1798 también se abrió un seminario católico en Minsk.
El 3 de agosto de 1847 se firmó un concordato entre la Santa Sede y el Imperio ruso, que establecía una arquidiócesis y 6 diócesis sufragáneas en el territorio ruso las fronteras de todas las diócesis católicas se alinearon con las fronteras de las gobernaciones. El 3 de julio de 1848, mediante la bula Universalis Ecclesiae del papa Pío IX, se revisaron los límites de las diócesis rusas para adaptarlas a las gobernaciones imperiales, según la configuración territorial establecida por la reforma administrativa de 1832. La diócesis de Minsk todavía incluía la gobernación de Minsk, pero con un intercambio de decanatos con la diócesis de Vilna.
Durante las medidas de rusificación en la región noroeste del imperio un ucase del gobierno zarista del 15 de julio de 1869 abolió la diócesis de Minsk, fusionando su territorio con el de la diócesis de Vilna. La decisión, no reconocida por la Santa Sede, impidió nombrar un obispo para Minsk. Por acuerdos alcanzados a finales de 1882, la sede de Minsk fue confiada a la administración apostólica del cuidado pastoral del metropolitano de Mogilev; En 1883 el monasterio de San Bernardino de Slonim y las iglesias de la gobernación de Minsk que aún sobrevivieron después de la abolición de la diócesis de Minsk fueron, por decisión de las autoridades rusas, subordinadas a la arquidiócesis de Mogilev.
Después de la emisión del ucase del zar sobre la tolerancia religiosa el 17 de abril de 1905, en relación con las concesiones liberales del zar Nicolás II de Rusia durante la revolución de 1905-1907 en el Imperio ruso, se hizo posible para los cristianos ortodoxos que habían sido convertidos por la fuerza a la ortodoxia por las autoridades de la gobernación de Minsk desde 1869 convertirse al catolicismo. Sin embargo, después de las acciones contrarrevolucionarias del gobierno de Piotr Stolypin en 1907, se reanudó la persecución de los católicos.
Luego de la Revolución de Febrero el zar abdicó y durante el gobierno de Aleksándr Kérenski el 30 de octubre de 1917 el embajador de Rusia ante la Santa Sede aceptó la restauración de la diócesis de Minsk. Zygmunt Łoziński, canónigo de Mogilev fue nombrado obispo de Minsk el 2 de noviembre de 1917.
Luego de la Revolución de Octubre se estableció el gobierno bolchevique el 8 de noviembre de 1917. Durante la guerra polaco-soviética las tropas polacas entraron en Minsk el 8 de agosto de 1919 y fueron recibidos como libertadores por el obispo Łoziński. A principios de la década de 1920 la diócesis fue nuevamente liquidada por las autoridades soviéticas.
Tras la restauración del Estado polaco después del final de la Primera Guerra Mundial, el territorio de la diócesis se dividió después del Tratado de Paz de Riga en 1921, una parte en la República Socialista Soviética de Bielorrusia y otra en la Segunda República Polaca. En Lituania también había 4 parroquias. Mediante la bula Vixdum Poloniae unitas del papa Pío XI el 28 de octubre de 1925 la diócesis de Minsk cedió las 53 parroquias en territorio polaco para la erección de la diócesis de Pinsk y las parroquias en territorio lituano a la arquidiócesis de Vilna. Las que quedaron en territorio soviético todavía formaban parte oficialmente de la diócesis de Minsk, que en la práctica no funcionaba, pero no fue abolida canónicamente.
La persecución de la religión que comenzó bajo el régimen comunista destruyó las estructuras de la Iglesia católica en la Unión Soviética (creada formalmente el 30 de diciembre de 1922). El 10 de marzo de 1926 el papa Pío XI firmó dos documentos para el sacerdote Michel d'Herbigny: el motu proprio Plenitudine potestatis (que lo nombraba delegado apostólico) y el decreto Quo aptius, que le daba plenos poderes en la Unión Soviética para restaurar secretamente la jerarquía católica. Luego de ser ordenado obispo Michel d'Herbigny viajó a Moscú y el 10 de mayo de 1926 consagró a Boļeslavs Sloskāns como obispo titular de Cillio y lo nombró administrador apostólico de Minsk y de Mogilev.
Sloskāns, cuyo proceso de beatificación está en marcha, en enero de 1933 fue expulsado a Letonia, intercambiado por un agente comunista condenado en ese país entonces independiente, por lo que durante la era soviética la diócesis permaneció vacante durante décadas.

### Arquidiócesis de Minsk-Maguilov
Con el fin del régimen soviético y el nacimiento de la república independiente de Bielorrusia, la Santa Sede intervino para cambiar la estructura geo-eclesiástica de la región. El 13 de abril de 1991, mediante la bula Ex quadam del papa Juan Pablo II, las sedes de Mogilev y Minsk se unieron adquiriendo el nombre arquidiócesis de Minsk-Maguilov. Los límites de la nueva provincia metropolitana se hicieron coincidir con los de la recién nacida república, siendo sufragáneas las diócesis de Pinsk y de Grodno. La arquidiócesis de Minsk-Maguilov fue limitada a las óblast de Minsk, Maguilov y Vitebsk.

## Estadísticas
En 1804 la diócesis contaba con 47 monasterios, 143 sacerdotes, 353 monjes, 108 monjas y 112 274 fieles.

## Episcopologio
- Jakub Ignacy Dederko † (octubre o noviembre de 1798-13 de febrero de 1829 falleció)
  - Sede vacante (1829-1831)
- Mateusz Lipski † (28 de febrero de 1831-21 de noviembre de 1839 falleció)[nota 1]
  - Sede vacante (1839-1852)[nota 2]
- Adam Wojtkiewicz † (18 de marzo de 1852-23 de diciembre de 1869 falleció)
  - Sede administrada por los arzobispos de Mogilev (1869-1917)
- Zygmunt Łoziński † (2 de noviembre de 1917-28 de octubre de 1925 nombrado obispo de Pinsk)
  - Sede vacante (1925-1991)